# Mirabilicoxa hessleri
Mirabilicoxa hessleri är en kräftdjursart som beskrevs av George 200. Mirabilicoxa hessleri ingår i släktet Mirabilicoxa och familjen Desmosomatidae. Inga underarter finns listade i Catalogue of Life.